# Lista kanałów lokalnych CBS
CBS jest siecią telewizyjną, która posiada 16 stacji należących do niej i ok. 200 stacji wykorzystujących jej wizerunek i ramówkę na licencji. Na tej liście kanały są opisane za pomocą miejsc nadawania, nazwy przyznanej przez FCC i numeru stacji w telewizji analogowej i używanej najczęściej jako wirtualny numer w cyfrowej telewizji.
Pogrubione nazwy stacji oznaczają, że ich właścicielem jest CBS.

## Stany Zjednoczone

### Alabama
- Birmingham – WIAT-TV 42
- Dothan – WTVY 4
- Huntsville – WHNT-TV 19
- Mobile – WKRG-TV 5
- Selma – WAKA-TV 8

### Alaska
- Anchorage – KTVA-TV 11
- Fairbanks – K13XD 13
- Ketchikan – KUBD-TV 4
- Kodiak – KUBD-LP 11
- Sitka – KTNL-TV 13

### Arizona
- Phoenix – KPHO-TV 5
- Tucson – KOLD-TV 13
- Yuma – KSWT 13

### Arkansas
- Fort Smith – KFSM-TV 5
- Little Rock – KTHV 11

### Connecticut
- Hartford – WFSB 3

### Dakota Południowa
- Florence – KDLO-TV 3 (retransmisja KELO-TV)
- Rapid City – KCLO-TV 15 (retransmisja KELO-TV)
- Reliance – KPLO-TV 6 (retransmisja KELO-TV)
- Sioux Falls – KELO-TV 11

### Dakota Północna
- Bismarck – KXMB-TV 12
- Dickinson – KXMA-TV 2
- Fargo – KXJB-TV 4
- Minot – KXMC-TV 13
- Williston – KXMD-TV 11

### Delaware
- w tym stanie CBS nie nadaje żadnych programów lokanlych

### Dystrykt Kolumbii
- Waszyngton – WUSA 9

### Floryda
- Gainesville – WGFL-TV 53
- Jacksonville – WTEV 47
- Miami – WFOR-TV 4
- Fort Myers – WINK-TV 11
- Orlando – WKMG-TV 6
- St. Petersburg – WTSP 10
- West Palm Beach – WPEC 12

### Georgia
- Atlanta – WGCL-TV 46
- Augusta – WRDW-TV 12
- Columbus – WRBL 3
- Macon – WMAZ-TV 13
- Savannah – WTOC-TV 11
- Thomasville (Tallahassee) – WCTV 6
- Valdosta (Albany) – WSWG 44 (częściowa retransmisja WCTV)

### Hawaje
- Hilo – KGMD 9 (retransmisja KGMB)
- Honolulu – KGMB 5
- Wailuku – KGMV 3 (retransmisja KGMB)

### Idaho
- Boise – KBOI-TV 2
- Idaho Falls – KIDK 3
- Lewiston – KLEW-TV 3
- Twin Falls – KMVT 11

### Illinois
- Champaign – WCIA 3
- Chicago – WBBM-TV 2
- Freeport (Rockford) – WIFR-TV 23
- Peoria – WMBD-TV 31
- Rock Island – WHBF-TV 4

### Indiana
- Evansville – WEVV 44
- Fort Wayne – WANE-TV 15
- Indianapolis – WISH-TV 8
- Lafayette – WLFI-TV 18
- South Bend – WSBT-TV 22
- Terre Haute – WTHI-TV 10

### Iowa
- Cedar Rapids – KGAN-TV 2
- Des Moines – KCCI 8
- Mason City – KIMT-TV 3
- Sioux City – KMEG-TV 14

### Kalifornia
- Bakersfield – KBAK-TV 29
- Chico – KHSL-TV 12
- Eureka – KVIQ-TV 6
- Fresno – KGPE-TV 47
- Los Angeles – KCBS-TV 2
- Monterey – KION-TV 46
- Palm Springs – KPSP-LP 38
- San Diego – KFMB-TV 8
- San Francisco – KPIX 5
- Santa Maria – KCOY-TV 12
- Stockton – KOVR 13

### Kansas
- Dodge City – KBSD-TV 6 (retransmisja KWCH-TV)
- Goodland – KBSL-TV 10 (retransmisja KWCH-TV)
- Hays – KBSH-TV 7 (retransmisja KWCH-TV)
- Pittsburg – KOAM-TV 7
- Topeka – WIBW-TV 13
- Wichita – KWCH-TV 12

### Karolina Południowa
- Charleston – WCSC-TV 5
- Columbia – WLTX-TV 19
- Florence – WBTW 13
- Spartanburg – WSPA-TV 7

### Karolina Północna
- Charlotte – WBTV 3
- Greensboro – WFMY-TV 2
- Greenville – WNCT-TV 9
- Raleigh – WRAL-TV 5
- Wilmington – WILM-LD 10

### Kentucky
- Bowling Green – WNKY-TV 40
- Hazard – WYMT-TV 57
- Lexington – WKYT-TV 27
- Louisville – WLKY-TV 32

### Kolorado
- Colorado Springs – KKTV 11
- Denver – KCNC-TV 4
- Durango – KREZ-TV 6 (retransmisja KRQE-TV (Albuquerque (N.M.)
- Glenwood Springs – KREG-TV 3 (retransmisja KREX-TV)
- Grand Junction – KREX-TV 5
- Montrose – KREY-TV 10 (retransmisja KREX-TV)

### Luizjana
- Alexandria – KALB-DT 5.2
- Baton Rouge – WAFB-TV 9
- Lafayette – KLFY-TV 10
- Monroe – KNOE-TV 8
- Nowy Orlean – WWL-TV 4
- Shreveport – KSLA-TV 12

### Maine
- Bangor – WABI-TV 5
- Portland – WGME-TV 13
- Presque Isle – WAGM-TV 8

### Maryland
- Baltimore – WJZ-TV 13
- Salisbury – WBOC-TV 16

### Massachusetts
- Boston – WBZ-TV 4
- Springfield – WSHM-LD 67 (częściowa retransmisja WFSB (Hartford (Conn.)

### Michigan
- Alpena – WBKB-TV 11
- Bay City – WNEM-TV 5
- Cadillac – WWTV 9
- Detroit – WWJ-TV 62
- Escanaba – WJMN-TV 3 (retransmisja WFRV-TV (Green Bay (Wisc.)
- Kalamazoo – WWMT 3
- Lansing – WLNS-TV 6
- Sault Ste. Marie – WWUP-TV 10 (retransmisja WWTV)

### Minnesota
- Alexandria – KCCO-TV 7 (retransmisja WCCO-TV)
- Chisholm – KRII-DT 11.3 (retransmisja KDLH)
- Duluth – KDLH 3
- Mankato – KEYC-TV 12
- Minneapolis – WCCO-TV 4
- Walker – KCCW-TV 12 (retransmisja WCCO-TV)

### Missisipi
- Columbus – WCBI-TV 4
- Greenville – WXVT-TV 15
- Hattiesburg – WHLT 22
- Jackson – WJTV 12
- Meridian – WMDN 24

### Missouri
- Cape Girardeau – KFVS-TV 12
- Hannibal (Quincy (IL) – KHQA-TV 7
- Jefferson City – KRCG 13
- Kansas City – KCTV 5
- Saint Louis – KMOV 4
- Springfield – KOLR-TV 10

### Montana
- Billings – KTVQ 2
- Bozeman – KBZK 7 (retransmisja KXLF-TV)
- Butte – KXLF-TV 4
- Glendive – KXGN-TV 5
- Great Falls – KRTV 3
- Helena – KXLH-LP 25 (retransmisja KXLF-TV)
- Kalispell – K18AJ 18 (retransmisja KPAX-TV)
- Missoula – KPAX-TV 8

### Nebraska
- Lincoln – KOLN-TV 10
- Grand Island – KGIN-TV 11 (retransmisja KOLN-TV)
- Omaha – KMTV 3
- Scottsbluff – KSTF-TV 10 (retransmisja KGWN-TV (Cheyenne)

### Nevada
- Las Vegas – KLAS-TV 8
- Reno – KTVN 2

### New Hampshire
- w tym stanie CBS nie nadaje żadnych programów lokalnych

### New Jersey
- w tym stanie CBS nie nadaje żadnych programów lokalnych

### Nowy Meksyk
- Albuquerque – KRQE-TV 13
- Roswell – KBIM-TV 10 (retransmisja KRQE)

### Nowy Jork
- Binghamton – WBNG-TV 12
- Buffalo – WIVB-TV 4
- Carthage (Watertown) – WWNY-TV 7
- Nowy Jork – WCBS-TV 2
- Rochester – WROC-TV 8
- Schenectady – WRGB 6
- Syracuse – WTVH 5

### Ohio
- Cincinnati – WKRC-TV 12
- Columbus – WBNS-TV 10
- Dayton – WHIO-TV 7
- Lima – WLMO-LP 38
- Shaker Heights (Cleveland) – WOIO 19
- Toledo – WTOL-TV 11
- Youngstown – WKBN-TV 27

### Oklahoma
- Oklahoma City – KWTV 9
- Tulsa – KOTV 6

### Oregon
- Bend – KBNZ-LP 7
- Coos Bay – KCBY 11
- Eugene – KVAL-TV 13
- Medford – KTVL 10
- Portland – KOIN 6
- Roseburg – KPIC 4

### Pensylwania
- Altoona – WTAJ-TV 10
- Erie – WSEE-TV 35
- Harrisburg – WHP-TV 21
- Filadelfia – KYW-TV 3
- Pittsburgh – KDKA-TV 2
- Scranton – WYOU 22

### Rhode Island
- Providence – WPRI-TV 12

### Teksas
- Abilene – KTAB-TV 32
- Amarillo – KFDA-TV 10
- Austin – KEYE-TV 42
- Beaumont – KFDM-TV 6
- Bryan – KBTX-TV 3 (częściowa retransmisja KWTX-TV)
- Corpus Christi – KZTV 10
- El Paso – KDBC-TV 4
- Fort Worth – KTVT 11
- Harlingen – KGBT-TV 4
- Houston – KHOU-TV 11
- Laredo – KVTV 13
- Lubbock – KLBK-TV 13
- Odessa – KOSA-TV 7
- San Angelo – KLST 8
- San Antonio – KENS-TV 5
- Sherman – KXII-TV 12
- Tyler – KYTX-TV 19
- Waco – KWTX-TV 10
- Wichita Falls – KAUZ-TV 6

### Tennessee
- Chattanooga – WDEF-TV 12
- Johnson City – WJHL-TV 11
- Knoxville – WVLT-TV 8
- Memphis – WREG-TV 3
- Nashville – WTVF 5

### Utah
- Salt Lake City – KUTV 2

### Vermont
- Burlington – WCAX-TV 3

### Waszyngton
- Pasco – KEPR-TV 19
- Seattle – KIRO-TV 7
- Spokane – KREM-TV 2
- Yakima – KIMA 29

### Wirginia
- Charlottesville – WCAV-TV 19
- Norfolk – WTKR 3
- Richmond – WTVR-TV 6
- Roanoke – WDBJ 7

### Wirginia Zachodnia
- Huntington – WOWK-TV 13
- Lewisburg (Bluefield) – WVNS-TV 59
- Weston – WDTV 5
- Wheeling – WTRF-TV 7

### Wisconsin
- Green Bay – WFRV-TV 5
- La Crosse – WKBT 8
- Madison – WISC-TV 3
- Milwaukee – WDJT-TV 58
- Wausau – WSAW-TV 7

### Wyoming
- Cheyenne – KGWN-TV 5
- Casper – KGWC-TV 14
- Lander – KGWL-TV 5 (retransmisja KGWC)
- Rock Springs – KGWR-TV 13 (retransmisja KGWC)

## Stacje CBS nadawane poza terytorium Stanów Zjednoczonych

### Bermudy
- Hamilton – ZBM-TV 9

### Guam
- Hagåtña – KUAM-LP 20

### Saint Vincent i Grenadyny
- Kingstown – SVG-TV 9

### Wyspy Dziewicze
- TV2